# Dorje Tseten
Dorjé Tsétèn (tibétain རྡོ་རྗེ་ཚེ་བརྟན་, Wylie : rdo rje tshe brtan, pinyin tibétain : Doje Cedain), aussi Duojie Caidan  (多杰才旦) (né en octobre 1925, Huangzhong - mort le 6 juillet 2013 à Beijing) est un érudit, historien et homme politique chinois d'ethnie tibétaine. Il fut président du Gouvernement de la région autonome du Tibet avant de devenir le premier directeur général du Centre de recherche tibétologique de Chine.

## Biographie

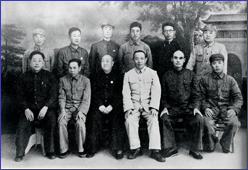
Dorjé Tsétèn (3e en partant de gauche, au second rang) lors de la première session de la Conférence consultative politique du peuple chinois, le 21 septembre 1949. Sur la photo figure le 3e groupe de délégués de « minorités ethniques ». Premier rang : de la gauche : Zhu Dehai, Wang Guoxing, Kui Bi, Zhang Chong, Wu Hongbin, Jin Hanwen. Derrière : de la gauche : Tian Bao, Liu Geping, Duojie Caidan, Yang Jianren, Bai Shouyi, Zhu Zaoguan.

Dorjé Tsétèn appartient à la première génération de dirigeants communistes tibétains depuis l'intervention militaire chinoise au Tibet, une génération issue principalement des régions tibétaines orientales du Kham et de l'Amdo, où la présence chinoise préexistait. Ce groupe était composé d'aristocrates et d'autres Tibétains cooptés à des postes officiels, et de Tibétains du Tibet oriental qui ont rejoint le Parti communiste dans les premiers jours et sont venus occuper des postes importants dans la région autonome du Tibet (RAT). La plupart des responsables de ce groupe subirent plus tard de graves persécutions pendant la révolution culturelle.
En septembre 1948, Dorjé Tsétèn, originaire de la région de Kumbum, est étudiant à l'Université normale de Pékin. Il est un des quelques communistes tibétains membres du groupe composé de chercheurs en sciences, d'idéologues du Parti communiste chinois et d'enseignants envoyés au Tibet y vanter les avantages du marxisme-léninisme. Le groupe arrive à Chamdo au début de l’hiver 1951.
Le 28 mars 1959, il est nommé membre du Comité préparatoire à l'établissement de la région autonome du Tibet.
Membre du parti communiste chinois pendant près de 20 ans, très actif à la fin des années 1950 et au début des années 1960, il disparut durant la révolution culturelle pour ne réapparaitre que bien plus tard.
En 1981, pendant 6 mois, il est vice-président de l'Assemblée populaire de la région autonome du Tibet.
De mars 1983 à juin 1985, il est un des secrétaires du Parti communiste au Tibet,.
D'avril 1983 à 1985, il est président du comité populaire de la région autonome du Tibet,.
Au début des années 1990, il est éloigné, mais non rétrogradé, de son poste au Tibet, à la suite du changement de la position du Parti communiste sur le Tibet après les manifestations de 1987-1989. Alors qu'il a, selon la journaliste Kate Saunders, exprimé, au moins à une occasion, sa préoccupation au sujet de l'afflux de migrants qui résulterait de l'ouverture économique de la RAT, il est envoyé à Pékin en tant que directeur du Centre de recherche tibétologique de Chine. Il reste à ce poste de 1986 à 2000.
En 1991, paraît son ouvrage sur l'éducation au Tibet, où il décrit l'éducation en langue tibétaine comme une question d'importance cruciale sur laquelle il existe de « fortes divergences d'opinion ». Il attribue l'absence d'enseignement en tibétain durant la révolution culturelle à l'extension rapide de l'enseignement, à la pénurie d'enseignants et de manuels et à l'influence de l'idéologie gauchiste. Il met l'accent sur l'importance du tibétain dans le développement de l'éducation et de l'économie. Il signale que dans un projet pilote mis en place en 1982 dans trois lycées à Lhassa, Gyantse et Lhokha, afin de comparer les mérites respectifs d'un enseignement en tibétain par rapport à un enseignement en chinois, les élèves de la classe en tibétain à Gyantsé obtinrent en moyenne deux fois plus de notes aux examens que les étudiants tibétains de la classe en chinois. L'expérience, toutefois, fut arrêtée par manque de livres, d'enseignants qualifiés et en raison d'une mauvaise gestion. Il recommande que le chinois ne soit pas appris du tout dans les écoles primaires en milieu rural et que l'usage du tibétain dans l'éducation soit graduellement appliqué jusqu'au 3e cycle, des suggestions qui ne furent pas appliquées.
Il prend sa retraite en avril 2004, à l'âge de 78 ans.
Il décède le 6 juillet 2013 à Beijing

## Publications
- (zh) Xizang Jiaoyu (Education in Tibet), China Tibetology Publishers, Beijing, 1991.
- (en) On the Thirteenth Dalai Lama Ngawang Lozang Thubten Gyatso (translated by Chen Guansheng), in China Tibetology Magazine, No 32004, 2005.